# Борятино (Брянская область)
Борятино — деревня в Лутенском сельском поселении Клетнянского района Брянской области, в 6 км к западу от села Лутна.

## История
Возникла деревня, вероятно, в конце XVIII века; до 1929 входила в Рославльский уезд Смоленской губернии (с 1861 — в составе Прыщанской волости, в 1924—1929 в Корсиковской волости); бывшее владение Олсуфьевых. Первоначально состояла в приходе села Прыща; в 1903 был построен деревянный храм (с 1904 — приходской, закрыт до Великой Отечественной войны, не сохранился). 
В середине XX века — колхоз «3-й районный съезд Советов». 30.06.1942 года немецко-фашистскими оккупантами за связь с партизанами расстреляно свыше 100 жителей деревни. 
До 1968 в Меловском сельсовете, в 1968—2005 в Алексеевском сельсовете. 
Максимальное число жителей 1300 человек (1904).

## Население
| 2010 | 2013 |
| ---- | ---- |
| 86   | ↘78  |